# Antoinette Amalie av Braunschweig-Wolfenbüttel
Antoinette Amalie av Braunschweig-Wolffenbüttel, född 1696, död 1762, var hertiginna (gemål) av Braunschweig-Wolfenbüttel.

## Biografi
Antoinette Amalie var dotter till hertig Ludvig Rudolf av Braunschweig-Wolfenbüttel och Christine Louise av Oettingen. Antoinette Amalie var indirekt arvtagare till Braunschweig-Wolfenbüttel; vid hennes fars död 1735 efterträddes han av hennes make. Maken dog samma år och efterträddes av hennes son.

## Familj
Antoinette Amalie var gift med sin fars kusin Ferdinand Albrekt II av Braunschweig-Wolfenbüttel, de gifte sig 15 oktober 1712 och bland deras barn fanns:
1. Karl I av Braunschweig-Wolfenbüttel (1713–1780), gm Filippa Charlotta av Preussen
2. Anton Ulrik av Braunschweig-Lüneburg (1714–1774), gm Anna Leopoldovna
3. Elisabet Kristina av Braunschweig-Bevern (1715–1797), gm Fredrik II av Preussen (inga barn)
4. Ludvig Ernst av Braunschweig-Lüneburg (1718–1788, ogift
5. Ferdinand av Braunschweig-Wolfenbüttel (1721–1792, ogift, fältmarskalk i Preussens armé
6. Lovisa Amalia av Braunschweig-Wolfenbüttel (1722–1780), gm August Vilhelm av Preussen (1722–1758)
7. Sophie Antoinette av Braunschweig-Wolfenbüttel (1724–1802) gm Ernst Fredrik av Sachsen-Coburg-Saalfeld
8. Therese Natalie av Braunschweig-Wolfenbüttel (1728–1778), abbedissa
9. Juliana Maria av Braunschweig-Wolfenbüttel (1729–1796), gm Fredrik V av Danmark